# 叭嗹港
叭嗹港，是新北市汐止區的一個地名，位於該區西北部。相較於今日行政區，其範圍大致包括烘內里最西端、長青里、八連里、湖興里東大半部。

## 歷史
台灣清治末期至日治前期，叭嗹港地區為一街庄，稱為「叭嗹港庄」，隸屬於石碇堡。該庄輪廓略呈西北—東南走向的長條形，西北與雙溪庄為鄰，東北及東與北港庄為鄰，東南一小段與鄉長厝庄為鄰，南邊隔基隆河為樟樹灣庄，西南邊為社後庄、里族庄。
1901年（日治明治三十四年）11月，該庄隸屬於基隆廳，編入第十六區。1905年（明治三十八年）7月，第十四區、第十五區、第十六區、第十九區合併為「水返腳區」。1920年（大正九年），該庄改制為「叭嗹港」大字，隸屬於臺北州七星郡汐止街，大字下有「叭嗹港口」、「烘內」、「小溪」、「雙溪」、「車坪寮」小字名。
戰後汐止街改制為汐止鎮，隸屬於臺北縣，大字亦改制為里。1999年6月，汐止鎮升格為汐止市。2010年12月，臺北縣升格為新北市，汐止市改制為汐止區。

## 交通
國道3號縱向經過叭嗹港地區東南端，但在境內未設交流道。最近的高速公路交流道為國道1號的汐止交流道，可在汐止系統交流道接上國道3號。

## 廟宇
- 汐止拱北殿（位於本地區與北港交界地帶）